# Az alkimista
Az alkimista (O Alquimista) című regényt Paulo Coelho fő művének tartják. 1988-ban írta meg, mellyel egy csapásra nemzetközi hírnevet szerzett. Egy szimbolikus regény, amely az andalúziai pásztorfiú, Santiago szép történetét meséli el. Mesés elbeszélés arról, hogy az ember szerelem és boldogság utáni vágyakozása beteljesíthető.
A meseelemekkel átszőtt kalandtörténetet Antoine de Saint-Exupéry kis hercegéhez szokták hasonlítani. Santiago, miután kétszer látja azt az álmot, hogy valahol a piramisok lábánál elásott kincs várja, elindul megkeresni azt. Végigzarándokol Afrika északi, sivatagos részén, szokatlan élményekkel töltekezik, számos különös figurával találkozik, köztük az alkimistával, akitől megtanulja, hogy mindig hallgasson a szívére, vegye észre a sorsára utaló jeleket, és igyekezzék beteljesíteni álmait, cigány jósnővel, üvegárussal, tolvajjal, Sálem királyával – és megismerkedik Fátimával, a sivatagi oázis leányával is.
Mindenki segíti útján, de a kincs pontos lelőhelyét nem tudja közülük senki, még a titokzatos alkimista sem. Santiagónak meg kell tanulnia olvasni a titkos jelek között, de a legfontosabb, hogy a szívére hallgasson, és a saját álmait kövesse. Csak így érheti el szíve vágyát, így teljesítheti be Személyes Történetét.

## Inspiráció
A központi cselekményhez, miszerint 2 álmodó kincsekről álmodik, Jorge Luis Borges egyik novellája adta az ihletet (Tale of two dreamers), ami egy 1935-ös sorozat (A History of Infamy) egyik darabja. Habár az a motívum, hogy álmodók kincseket keresnek külföldön azért, hogy aztán otthon megtaláljak azt, egyébként is igen gyakori az irodalomban és a népmesékben. Egyéb példák hasonló cselekménnyel:
- Dzsalál ad-Dín Rúmí (1207-1273) perzsa szúfi misztikus filozófus és költő egyik költeménye (In Baghdad, Dreaming of Cairo: In Cairo, Dreaming of Baghdad or The Man who dreamed of a Hidden Treasure). In: Masnavi (Mathanawi)
- Az Ezeregyéjszaka meséinek egyik elbeszélése: The man who became rich through a dream
- Török mondavilág: How the Junkman Traveled to Find Treasure in His Own Yard
- Joseph Jacobs (1854-1916): The Pedlar of Swaffham(angol folklór)
- Angol folklór: Upsall Kastély (Upsall Castle)
- Skót folklór: Dundonald Kastály (Dundonald Castle)
- Manx folklór: Themselves
- Ír folklór: The Dream of Treasure under the Bridge at Limerick
- Grimm-mesék: The Dream of the Treasure on the Bridge
- Osztrák folklór: The Dream of the Zirl Bridge
- Breslovi Rabbi Nachman: ”Kincs a híd alatt” (The treasure under the bridge)
- Leo Perutz: By Night under the Stone Bridge (1952)

Breslovi Rabbi Nachman Kincs a híd alatt című meséjének értelmezése található az alábbi sorokban: „a példabeszéd jelentése a következő: az istenfélelem egy elásott kincs, mely mindannyiunk szívében ott rejlik, de az embernek el kell utaznia Tzaddikba, hogy felfedezze azt.” Az értelmezés hasonlít Rumiéhoz, amint azt egyik versében is olvashatjuk, Faludy György fordításában:
Mesterem, Sámsz-i Tábrízíhez

Szerelmesem egy fürt haját küldte borravalónak;

azt zsebre vágtam, s őt magát kerestem, s nem találtam.

Kutattam krisztiánusok közt, a Golgotán álltam,

hol a keresztből vér buzog, de Őt ott nem találtam.

Jártam a hindu templomok mélyén, s pagodákban,

míg sarum talpa elkopott, de Őt mégsem találtam.

Megmásztam Herát hegyeit, bolyongtam Kandahárban,

dombon, síkságon, ott meg itt, de Őt csak nem találtam.

A Káf sziklája égmagas, lihegtem, míg fölértem,

ott fészkel a főnix-kakas, de Őt ott sem találtam.

Azt hittem, hogy a Kábakő majd megsegít, s csalódtam:

hány férfi jár ott, mennyi nő! De Őt mégsem találtam.

És Avicenna könyvei! Mely bölcsesség és bőség!

De Isten túl nagy őneki, ezért ott sem találtam.

Mondják: Ő egy araszra sincs az oroszlánudvartól,

de ez az arasz végtelen, mert Őt ott sem találtam.

Így futottam utána, míg szívem mélyére szálltam,

és ráébredtem: ott lakik, bár máshol nem találtam.

Sámsz-i Tábrízí, te tiszta szív! Nem élt még soha részegebb,

zavarosabb két színbolond a földön, mint te s én veled.
„Mikor Az alkimistát írtam, a lét értelmét próbáltam megérteni. Viszont úgy döntöttem, filozófiai értekezés írása helyett inkább a lelkemben élő gyermekkel folytatok beszélgetést. Legnagyobb meglepetésemre világszerte több millió ember lelkének mélyén ugyanúgy ott él ez a gyermek. E könyvem megírásával pont azt a kérdést kívántam olvasóimmal megosztani, mely pontosan azáltal teszi az életet oly nagy kalanddá, hogy nincs rá válaszunk.”

## Cselekmény
|  | Alább a cselekmény részletei következnek! |

### Első rész
Megismerkedünk Santiagóval, az andalúziai pásztorfiúval, akit a szülei 16 éves koráig papnak szántak. Ő azonban a való világra kíváncsi ezért pásztornak szegődik. Kétszer látja ugyanazt az álmot azt, ahogy egy kisfiú elkíséri őt az egyiptomi piramisokhoz, hogy megmutassa neki a kincset. Az álom azonban mindig véget ér azelőtt, mielőtt a kisfiú megmutathatná a kincs valódi helyét. A pásztorfiút nem hagyja nyugodni látomása és elmegy egy cigány asszonyhoz, akitől azt reméli segít megfejteni az álmát. De mégsem kerül közelebb az álom megfejtéséhez és csalódottan távozik. Majd Tarifa főterén találkozik Sálem királyával, aki képes a gondolataiból olvasni. Az öregember mesél neki a világlélekről és arról az erőről, amely segít beteljesíteni a „Személyes Történetét”. A királlyal való találkozás adja meg a fiú számára a „kedvező kezdetet”. Eladja a juhait és útnak indul, hogy beteljesítse saját történetét. Bár már az elején nehézségekbe ütközik. Tangerben a kikötői kocsmában találkozik egy tolvajjal, akitől segítséget kér, hogy vezesse el őt Egyiptomba. A szélhámos azonban ellopja Santiago minden pénzét. Mégsem keseredik el teljesen, beáll dolgozni egy üvegárushoz.

### Második rész
Majd egy évet tölt az üvegárusnál, segít neki felvirágoztatni az üzletet új ötleteivel, közben megtanul arabul. Azért dolgozik, hogy visszamehessen Spanyolországba, megvehesse juhait és ismét pásztor lehessen. Egy év után mikor indulni készül vissza Spanyolországba kezébe akad az a két kis kő, amelyet a királytól kapott. S rájön, hogy pásztor tulajdonképpen bármikor lehet, de nem biztos hogy lesz még lehetősége eljutni Egyiptomba. Felkeresi az üvegárus egyik szállítóját, mivel emlékezett rá, hogy azokkal a karavánokkal szállították az árut, amelyik sivatagon keresztül halad. Megismerkedik egy angol férfival, aki El-Fajjumba tart, hogy megtalálja az alkimistát, aki az ő személyes történetét segít majd beteljesíteni. Több hónap utazás után megérkeznek az oázisba. Az angol férfi Santiago segítségével igyekszik megtalálni az alkimistát. Santiago ekkor találkozik Fatimával, akibe egy pillantás alatt beleszeret. A háborúskodások miatt majd egy hónapot tölt az oázisban Santiago, miközben minden nap találkozik a lánnyal. Mesél neki az életéről, az álmairól, a személyes történetéről.
Közben Santiago továbbra is figyeli a „Világ nyelvét”, amelyet csak kevesen értenek. Kiolvassa a jelekből a közeledő veszélyt, és segít az oázis lakóinak megmentésében. Találkozik az alkimistával, aki egy újabb segítő személy a személyes történetében. Együtt indulnak neki a sivatagnak, hogy Santiago meglelhesse a kincsét. Nem tesz mást, csak követi a jeleket, tudja, hogy ha a személyes történetét éli, akkor a mindenség is mellé áll és segíti őt.
|  | Itt a vége a cselekmény részletezésének! |

## Sikerek
A regény eredetileg brazíliai portugál nyelven íródott, és 67 nyelvre fordították le, ezzel elnyerte a még élő író által legtöbb nyelvre lefordított könyv Guinness-rekordját. Több mint 65 millió példányban adták el 150 országban.
A regény két éve folyamatosan szerepel a New York Times szórakoztató sikerlistáján, ami egyedülálló teljesítmény. A 2009. szeptember 18-án közzétett listán a regény a 13. helyen állt.

## Magyarul
- Az alkimista; ford. Piros Ákos, Simkó György; Eri, Bp., 1999